# Francesco Forciniti
Francesco Forciniti (Corigliano Calabro, 2 settembre 1985) è un politico italiano.

## Biografia
Laureato in giurisprudenza, svolge la professione di avvocato.

### Attività politica
Alle elezioni politiche del 2018 è eletto deputato del Movimento 5 Stelle. È membro dal 2018 della I Commissione Affari costituzionali.
Dal 2021 è membro di Alternativa, partito che raccoglie diversi ex parlamentari del Movimento 5 Stelle che non hanno votato la fiducia al governo Draghi.
Negli ultimi anni della XVII legislatura Forciniti è sempre stato all'opposizione del Governo Draghi, opponendosi con i suoi interventi alla Camera alla Certificazione Verde Europea.